# Mohsin Hamid

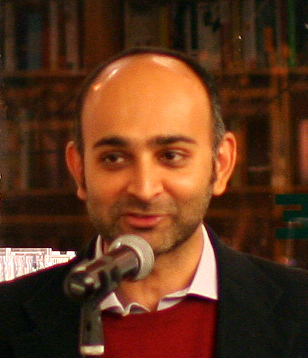
Mohsin Hamid, 2013

Mohsin Hamid (* 23. Juli 1971 in Lahore, Pakistan) ist ein pakistanischer Schriftsteller. Er lebt in London und wurde 2018 mit der höchsten pakistanischen zivilen Auszeichnung, der Sitara-i-Imtiaz, geehrt.

## Leben
Hamid hat an den Universitäten in Harvard und Princeton in den USA Wirtschaftswissenschaften studiert. Danach hat er in New York als Unternehmensberater unter anderem bei McKinsey & Company gearbeitet. Seit 2004 ist er in London bei der im Bereich Marketing tätigen Beratergesellschaft Wolff Olins fest angestellt.

## Politische Einstellungen
Im Oktober 2024 gehörte Hamid zu den Unterzeichnern eines Aufrufs zum Boykott israelischer Kulturinstitutionen, „die an der überwältigenden Unterdrückung der Palästinenser mitschuldig sind oder diese stillschweigend beobachtet haben“.

## Werke
- Moth Smoke. Farrar, Straus and Giroux, 2000, ISBN 0-374-21354-2.
  - Nachtschmetterlinge. Aus dem Englischen von Thomas Mohr. DTV, München 2002, ISBN 3-8321-6243-7.
- The Reluctant Fundamentalist. Hamish Hamilton, 2007, ISBN 0-241-14365-9.
  - Der Fundamentalist, der keiner sein wollte. Aus dem Englischen von Eike Schönfeld. Hoffmann und Campe, Hamburg 2007, ISBN 978-3-453-40572-1.
- How to Get Filthy Rich in Rising Asia. Riverhead Books, 2013, ISBN 978-1-59448-729-3.
  - So wirst du stinkreich im boomenden Asien. Aus dem Englischen von Eike Schönfeld. DuMont Buchverlag, Köln 2013, ISBN 978- 3-8321-9715-5.[6]
- Discontent and Its Civilisations: Despatches from Lahore. Hamish Hamilton, New York & London 2014, ISBN 978-0-241-14630-9.
- Exit West. Hamish Hamilton, 2017, ISBN 978-0-241-97907-5. (auf der Shortlist zum Man Booker Prize for Fiction 2017)
  - Exit West. Roman. Übertragen von Monika Köpfer. DuMont Buchverlag, Köln 2017, ISBN 978-3-8321-9868-8.
- The Last White Man. Hamish Hamilton, London 2022, ISBN 978-0-241-56657-2.
  - Der letzte weiße Mann. Roman. Aus dem Englischen von Nicolai von Schweder-Schreiner. DuMont Buchverlag 2022, ISBN 978-3-8321-8252-6.

## Preise und Auszeichnungen (Auswahl)
- 2001: Betty Trask Award für Moth smoke
- 2008: Anisfield-Wolf Book Award für The Reluctant Fundamentalist
- 2008: Asian American Literary Award für The Reluctant Fundamentalist
- 2009: Guardian's Books of the Decade für The Reluctant Fundamentalist[7]
- 2017: Los Angeles Times Book Prize (Fiction) für Exit West
- 2018: Aspen Words Literary Prize für Exit West[8]
- 2019: BBC’s 100 Novels That Shaped Our World für The Reluctant Fundamentalist[9]